# Bye Bye Blackbird
Bye Bye Blackbird is een lied dat in 1926 werd gepubliceerd door Jerome H. Remick. Het werd geschreven door componist Ray Henderson en tekstschrijver Mort Dixon. Het nummer wordt beschouwd als een populaire standaard en werd voor het eerst opgenomen door Sam Lanin's orkest in maart 1926. In de loop der jaren zijn er verschillende opnames van het lied gemaakt door artiesten zoals Nick Lucas, Gene Austin, John Coltrane, Joe Cocker, Tiny Tim, en Paul McCartney. Het lied heeft ook een opmerkelijke verschijning in de film Pete Kelly's Blues uit 1955. Het wordt vaak herkend door het refrein, terwijl de coupletten minder bekend zijn.